# Vörhenyes tavaszibagoly

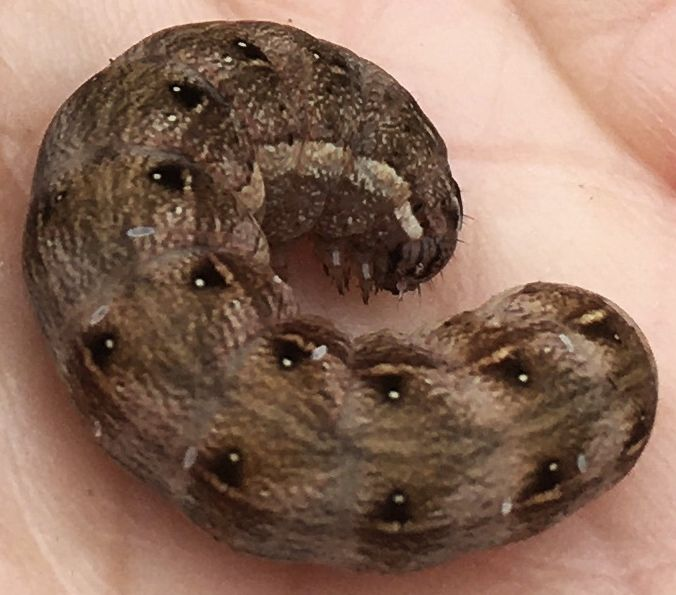
hernyó

A vörhenyes tavaszibagoly (Cerastis rubricosa)  a rovarok (Insecta) osztályának a lepkék (Lepidoptera) rendjéhez, ezen belül a bagolylepkefélék (Noctuidae) családjához tartozó faj.

## Elterjedése
Európa nagy részében gyakori keleti irányban a mérsékelt égövi Ázsián keleti irányban egészen Japánig. A déli élőhelyéhez tartozik a Földközi-tenger és Törökország. A lombhullató erdőkben, tisztásokon, völgyek rétjein és a mocsaras réteken és kertekben és parkokban gyakori.

## Megjelenése
- lepke: szárnyfesztávolsága:  32–38 mm. Az első szárnyak alapszíne vörösesbarnától a szürke árnyalatáig változhatnak, fekete foltokkal, hullámos vonallal díszítettek. A hátsó szárnyak fényes vörösesbarnák vagy szürkésbarnák
- pete: kezdetben fehér később sárga
- hernyó:  kezdetben sárga és barna csíkos, kifejlett stádiumban  barnás vagy violaszürke, keskeny, sárgás vonalakkal és nagy sötét foltokkal.
- báb:  zömök, vöröses-barna

## Életmódja
- nemzedék: egy nemzedéke  március-májusban rajzik. A hernyó egy földben lévő lyukban bábozódik be.
- hernyók tápnövényei: perjeszittyó (Luzula), Szúnyoglábú bibircsvirág (Gymnadenia conopsea), Szarvaskerep (Lotus corniculatus), Ösztörűs veronika (Veronica chamaedrys), Borzas kakascímer (Rhinenthus alectorolophus(

## Fordítás
- Ez a szócikk részben vagy egészben  a   Rotbraune Frühlings-Bodeneule című német Wikipédia-szócikk fordításán alapul.  Az eredeti cikk szerkesztőit annak laptörténete sorolja fel. Ez a jelzés csupán a megfogalmazás eredetét és a szerzői jogokat jelzi, nem szolgál a cikkben szereplő információk forrásmegjelöléseként.